# Liste der Landschaftsschutzgebiete im Landkreis Passau
Im Landkreis Passau gibt es 12 Landschaftsschutzgebiete. (Stand: November 2018)

## Hinweise zu den Angaben in der Tabelle
- Gebietsname: Amtliche Bezeichnung des Schutzgebietes
- Bild/Commons: Bild und Link zu weiteren Bildern aus dem Schutzgebiet
- LSG-ID: Amtliche Nummer des Schutzgebietes
- WDPA-ID: Link zum Eintrag des Schutzgebietes in der World Database on Protected Areas
- Wikidata: Link zum Wikidata-Eintrag des Schutzgebietes
- Ausweisung: Datum der Ausweisung als Schutzgebiet
- Gemeinde(n): Gemeinden, auf denen sich das Schutzgebiet befindet
- Lage: Geografischer Standort
- Fläche: Gesamtfläche des Schutzgebietes in Hektar
- Flächenanteil: Anteilige Flächen des Schutzgebietes in Landkreisen/Gemeinden, Angabe in % der Gesamtfläche
- Bemerkung: Besonderheiten und Anmerkungen

Bis auf die Spalte Lage sind alle Spalten sortierbar.
| Gebietsname                                                                                             | Bild/Commons   | LSG-ID       | WDPA-ID | Wikidata  | Ausweisung | Gemeinde(n) | Lage     | Fläche ha | Flächenanteil                              | Bemerkung |
| --- | -------------- | ------------ | ------- | --------- | ---------- | ----------- | -------- | --------- | ------------------------------------------ | --------- |
| Donauengtal Erlau-Jochenstein                                                                           | weitere Bilder | LSG-00499.01 | 396007  | Q59655755 | 1996       |             | Position | 674,55    | Landkreis Passau (100 %)                   |           |
| Gaißatal                                                                                                | weitere Bilder | LSG-00593.01 | 396142  | Q59655766 | 1960       |             | Position | 272,06    | Passau (26,5 %), Landkreis Passau (73,4 %) |           |
| LSG Bad Füssing, Gemeinde Bad Füssing                                                                   |                | LSG-00370.01 | 395879  | Q59655751 | 1985       |             | Position | 42,81     | Landkreis Passau (100 %)                   |           |
| LSG Bergholz, Gemeinde Büchlberg                                                                        |                | LSG-00455.01 | 395963  | Q59655752 | 1991       |             | Position | 26,45     | Landkreis Passau (100 %)                   |           |
| LSG Donauengtal Gelbersdorf-Windorf-Otterskirchen mit Donauinseln                                       | weitere Bilder | LSG-00522.01 | 396043  | Q59655758 | 1998       |             | Position | 698,71    | Landkreis Passau (100 %)                   |           |
| LSG Edelsbrunner Tal, Gemeinden Aldersbach, Markt Aidenbach, Stadt Vilshofen                            |                | LSG-00369.01 | 395878  | Q59655750 | 1985       |             | Position | 148,74    | Landkreis Passau (100 %)                   |           |
| Schutz des Freudensees und von Landschaftsteilen um den Freudensee (LSG Freudensee)                     | weitere Bilder | LSG-00158.01 | 395628  | Q59655725 | 1968       |             | Position | 12,82     | Landkreis Passau (100 %)                   |           |
| Schutz des Landschaftsteils Ilztal im Bereich des Stadt- und des Landkreises Passau                     | weitere Bilder | LSG-00089.01 | 395509  | Q59655703 | 1960       |             | Position | 1219,64   | Passau (19,2 %), Landkreis Passau (80,7 %) |           |
| Schutz des Thaler Waldes, Landkreis Griesbach im Rottal                                                 |                | LSG-00217.01 | 395695  | Q59655736 | 1971       |             | Position | 461,19    | Landkreis Passau (100 %)                   |           |
| Schutz von Landschaftsteilen in den Gemeinden Neuburg am Inn und Neuhaus am Inn als LSG Vornbacher Enge | weitere Bilder | LSG-00482.01 | 395990  | Q59655754 | 1972       |             | Position | 1382,53   | Landkreis Passau (100 %)                   |           |
| Schutz von Landschaftsteilen in der Gemeinde Eidenberg (LSG Bärnloch - Eidenberg Luessen)               |                | LSG-00173.01 | 395641  | Q59655729 | 1969       |             | Position | 144,6     | Landkreis Passau (99,9 %)                  |           |
| Schutz von Landschaftsteilen um das Schloß Ortenburg (LSG Schloß Ortenburg)                             |                | LSG-00283.01 | 395761  | Q59655739 | 1976       |             | Position | 222,68    | Landkreis Passau (100 %)                   |           |